# François Simon Cordier
François Simon Cordier (ur. 28 czerwca 1797 w Brillon, zm. 13 czerwca 1874 w Algierii) – francuski lekarz, botanik, mykolog i językoznawca.
Po odbyciu służby wojskowej kontynuował studia literaturoznawcze i lekarskie aż do uzyskania doktoratu w 1819 r. Zaprzyjaźnił się z botanikami i studiował mykologię, ale także entomologię. Opublikował kilka prac z zakresu mykologii, ale także opracowania dotyczące dialektu Mozy. Prowadził praktykę lekarską jako inspektor medyczny przytułków oraz członek Rady Zdrowia. Był członkiem-założycielem Francuskiego Towarzystwa Botanicznego, w 1872 r. został wybrany na jego prezesa. Był także członkiem Towarzystwa Ochrony Zwierząt, Towarzystwa Szpitalników Afryki, Towarzystwa Literackiego, Nauki i Sztuki Bar-Le-Duc. Zmarł w Algierze w domu swojego brata Alphonse’a Cordiera, właściciela kolonialnego.
Jest autorem publikacji naukowych, głównie z zakresu mykologii oraz rysunków grzybów w opracowanym przez siebie atlasie grzybów. W 2023 r. ukazało się kolejne wydanie napisanej i ilustrowanej przez niego książki pt. „Les champignons de la France” (Grzyby Francji).
W naukowych nazwach utworzonych przez niego taksonów dodawane jest jego nazwisko Cordier.